# Albert Werminghoff
Benjamin Albert Werminghoff (* 3. August 1869 in Wiesbaden; † 2. Februar 1923 in Halle) war ein deutscher Historiker.
Albert Werminghoff studierte Geschichtswissenschaft an den Universitäten Freiburg im Breisgau und Leipzig und wurde 1893 mit einer Arbeit zum Thema Verpfändung der mittel- und niederrheinischen Reichsstädte im 13. und 14. Jahrhundert promoviert. Er trat nach einem anschließenden Volontariat am Generallandesarchiv in Karlsruhe 1896 als ständiger Mitarbeiter in die Leges-Abteilung der Monumenta Germaniae Historica in Berlin ein. Werminghoff wurde durch seine dortige Tätigkeit, insbesondere durch die Herausgabe der Concilia, als Diplomatiker und Kirchenhistoriker bekannt. 1902 folgte in Greifswald seine Habilitation über die Verfassungsgeschichte der Kirche im Mittelalter. 1907 wurde er ordentlicher Professor in Königsberg und erhielt 1913 den Ruf nach Halle, wo er sich anstelle der bisher betriebenen kirchengeschichtlichen Studien dem späten Mittelalter widmete. 1922 folgte der Ruf nach Leipzig. Er starb jedoch, bevor er dieses Amt antreten konnte.

## Schriften (Auswahl)
- Die Verpfändungen der mittel- und niederrheinischen Reichsstädte während des 13. und 14. Jahrhunderts. Koebner, Breslau 1893 (Digitalisat).
- Concilia aevi Karolini (= Monumenta Germaniae Historica. Concilia, 2,1 und 2,2). Hahn, Hannover 1906–1908.
- Verfassungsgeschichte der deutschen Kirche im Mittelalter (= Grundriss der Geschichtswissenschaft. Bd. 2, Abt. 6). Teubner, Leipzig/Berlin 1907–1913.
- Nationalkirchliche Bestrebungen im deutschen Mittelalter. Enke, Stuttgart 1910.
- Der Deutsche Orden und die Stände in Preußen. Bis zum 2. Thorner Frieden im Jahre 1466. Duncker & Humblot, München 1912.
- Der Rechtsgedanke von der Unteilbarkeit des Staates in der deutschen und brandenburgisch-preußischen Geschichte. Rede gehalten bei der Hohenzollernfeier am 21. Oktober 1915. Niemeyer, Halle/Saale 1915 (Digitalisat).
- Conrad Celtis und sein Buch über Nürnberg. Freiburg 1921 (Digitalisat).